# Potamia setifemur
Potamia setifemur är en tvåvingeart som först beskrevs av Stein 1916.  Potamia setifemur ingår i släktet Potamia och familjen husflugor. Arten är reproducerande i Sverige. Inga underarter finns listade i Catalogue of Life.